# Lathrothele
Lathrothele là một chi nhện trong họ Dipluridae.